# Новый (Рязанская область)
Новый — поселок в Чучковском районе Рязанской области. Входит в состав Завидовского сельского поселения.

## История
В 1966 г. указом президиума ВС РСФСР поселок Назаровского крахмального завода переименован в Новый.

## Население
| 1981 | 2010 |
| ---- | ---- |
| 100  | ↘25  |